# Tuchomie
Tuchomie (deutsch Groß Tuchen, kaschubisch Tëchómie) ist ein Dorf im Powiat Bytowski (Bütower Kreis) der polnischen Woiwodschaft Pommern. Es ist Hauptort der gleichnamigen Landgemeinde Gmina Tuchomie.

## Geographische Lage
Das Dorf liegt in Hinterpommern, am Nordhang des Endmoränenzuges Schimmritzer Berge (256 m), im äußersten Nordwesten der Kaschubischen Schweiz, etwa zwölf Kilometer südwestlich der Kreisstadt Bütow. Durch den Ort fließt die die Kamenz, ein Nebenfluss der Stolpe. Die Kamenz entspringt dem wenige Kilometer südlich gelegenen Kamenzsee. 

## Geschichte

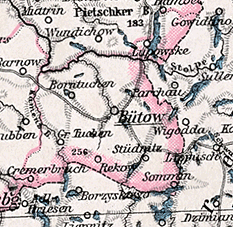
Groß Tuchen (Gr. Tuchen), südwestlich der Stadt Bütow, auf einer Landkarte von 1905

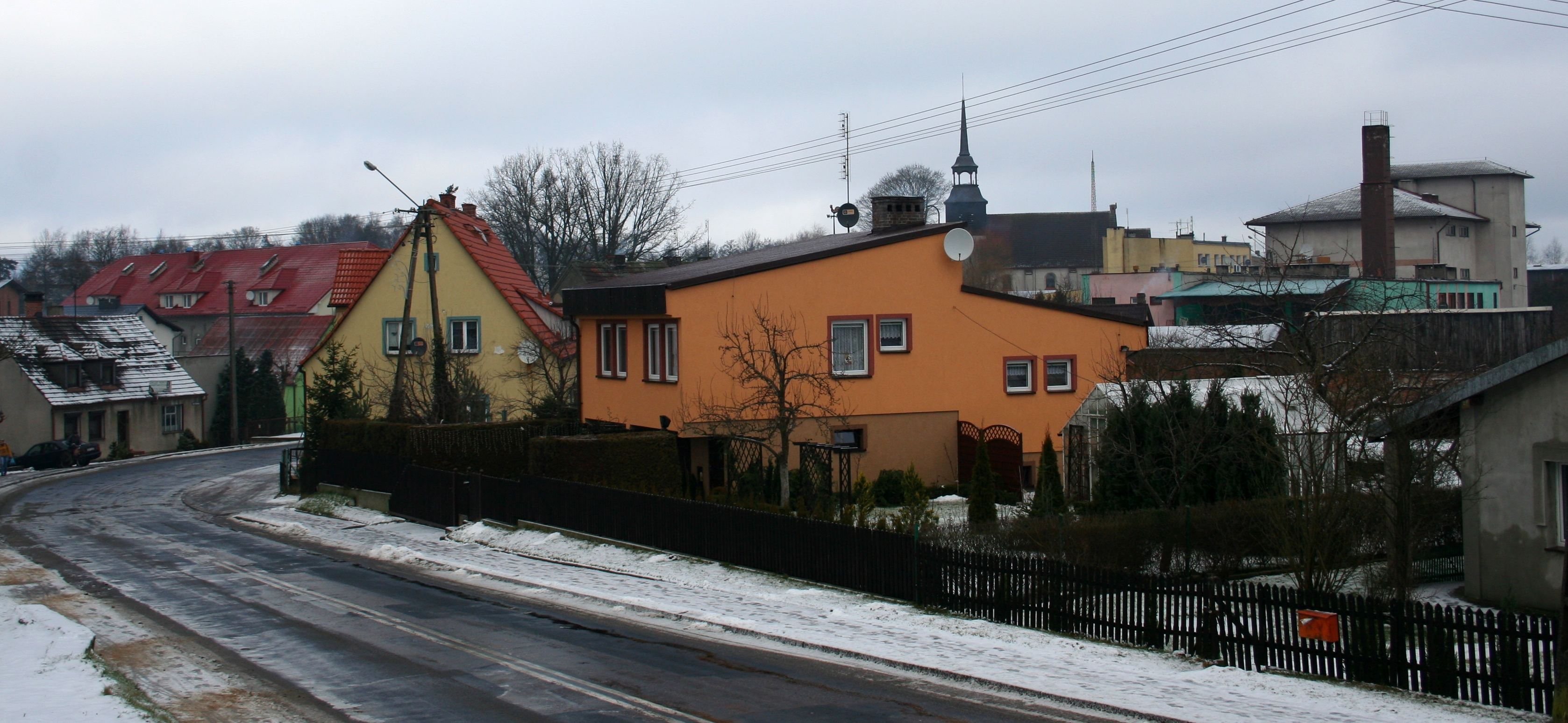
Dorfstraße im Winter (2009)

In einer Urkunde der brandenburgischen Markgrafen von 1315 über die Verleihung des Tuchener Landes an den Ritter Kasimir aus dem Adelsgeschlecht der Swenzonen wird das Dorf unter dem Namen „Tuchom“ erstmals erwähnt. Von 1329 bis 1410 gehörte das Gebiet als Land Bütow zum Deutschen Orden und ging danach in die Hände der pommerschen Herzöge über. Bis zur endgültigen Herrschaftsübernahme Preußens im Jahre 1773 traten immer wieder polnische Könige als Lehnsherren auf. Zum Ende des 14. Jahrhunderts wurde zeitweise auch die Ortsbezeichnung „Cotzmersch“ verwendet. Der Bütower Ordenspfleger Jacob von Reinach verlieh 1400 dem in Tuchen ansässigen Staneken das Schulzenamt. Mitte des 16. Jahrhunderts traten die meisten Einwohner des Ortes zum Protestantismus über. Um 1560 waren sowohl eine Getreide- als auch eine Papiermühle in Betrieb. Erst 1670 wurde erstmals eine Kirche für die evangelische Gemeinde fertiggestellt. Zwei große Brände zerstören den Ort 1674 und 1695 fast vollständig. 1710 wurde erstmals eine Schule erwähnt. Mit der Machtübernahme des preußischen Staates begann eine positive Entwicklung im Dorf, neue Siedler ließen sich nieder. In einer Ortsbeschreibung von 1780 werden zwei Kornmühlen und eine Papiermühle, eine  Schmiede und ein Dorfkrug erwähnt. Obwohl 1810 von den 289 Einwohnern nur 13 Katholiken waren, hatten sowohl sie als auch die Evangelischen ihr eigenes Gotteshaus. Der fortschreitende Aufstieg des Ortes wird an den Einwohnerzahlen besonders deutlich: 1855 lebten hier bereits 715 Menschen. 1857 erreichte mit der Chaussee Bütow–Rummelsburg der erste moderne Verkehrsweg das Dorf. 
1874 wurde innerhalb des Kreises Bütow das Amt Groß Tuchen eingerichtet, zu dem neben dem Hauptort, jetzt Königlich Tuchen genannt, noch der rechtlich selbständige Gutsbezirk Adlig Tuchen und die Dörfer Klein Tuchen und Zemmen gehörten. Zwischen 1886 und 1889 baute sich die evangelische Gemeinde eine neue Kirche, die mit 1.000 Sitzplätzen zum größten Sakralbau im Bütower Land geriet. 1905 zogen die 97 katholischen Gläubigen nach und errichten ebenfalls eine neue Kirche, die dem Heiligen Michael geweiht wurde. 1909 wurde Königlich Tuchen an die neu gebaute Bahnstrecke Bütow–Rummelsburg angeschlossen. Ein Jahr später hatten Königlich Tuchen 741 und der Gutsbezirk Adlig Tuchen 184 Einwohner. Mit der allgemeinen Aufhebung der Gutsbezirke wurden 1928 Königlich und Adlig Tuchen zu Groß Tuchen zusammengelegt. Durch den Verlust des benachbarten Westpreußens nach dem Ersten Weltkrieg kam es noch einmal zur Vergrößerung des Ortes. 
Anfang der 1930er Jahre hatte die Landgemeinde Groß Tuchen eine Flächengröße von 19,4 km². Innerhalb der Gemeindegrenzen standen insgesamt 79 bewohnte Wohnhäuser an sieben verschiedenen Wohnstätten:
1. Alexanderhof
2. Bahnhof Groß Tuchen
3. Forsthaus Jungingen
4. Groß Tuchen
5. Gut Adlig Groß Tuchen
6. Obermühle
7. Wiesenthal

Um 1935 hatte Groß Tuchen unter anderem zwei Gasthöfe, zwei Sparkassen-Niederlassungen, einen Gemischtwarenladen, eine Molkerei, zwei Mühlen, eine Apotheke, drei Schmieden, eine Stellmacherei und zwei Tischlereien. Die Einwohnerzahl wuchs von 838 im Jahr 1925 auf 1006 im Jahr 1939. Für kinderreiche Familien wurden Einfamilienhäuser errichtet, und bedingt durch die Grenzlage des Ortes wurden auch vier Zollhäuser erbaut. 
Bis 1945 bildete Groß Tuchen eine Landgemeinde im Kreis Bütow, Regierungsbezirk Köslin, der preußischen Provinz Pommern des Deutschen Reichs.  Groß Tuchen war Sitz des Amtsbezirks Groß Tuchen. 
Das Ende des Zweiten Weltkrieges verlief für Groß Tuchen besonders leidvoll. Ab Mitte Februar 1945 war das Dorf mehreren sowjetischen Tieffliegerangriffen ausgesetzt, am 2. März befahl die deutsche Wehrmacht die Räumung des Ortes. Sie verlief begleitet von erneuten Fliegerangriffen in großer Panik. Zwischen dem 4. und 7. März lieferten sich deutsche und sowjetische Soldaten heftige Kämpfe auf den Feldern bei Groß Tuchen, die Deutschen mussten sich jedoch zurückziehen und das Dorf fiel in die Hände der Sowjetarmee. Viele der geflohenen Bewohner kehrten wieder in ihre Häuser zurück. Nach Ende der Kampfhandlungen wurde Groß Tuchem von der Sowjetunion der Volksrepublik Polen zur Verwaltung überlassen. Es begann die Zuwanderung von Polen, von denen die einheimischen Dorfbewohner aus ihren Häusern und Wohnungen gedrängt wurden. Für Groß Tuchen wurde die polonisierte Ortsbezeichnung ‚Tuchomie‘ eingeführt. Die einheimische Bevölkerung wurde bis 1946 von der polnischen Verwaltungsbehörde aus Groß Tuchen vertrieben.

## Kirche

### Kirchspiel bis 1945
Die hier vor 1945 ansässige Dorfbevölkerung war mehrheitlich evangelischer Konfession (Angehörige der Landeskirche). Das evangelische Kirchspiel befand sich in Groß Tuchen.
Das katholische Kirchspiel war in Groß Tuchen.

### Polnisches Kirchspiel seit 1945
Die seit 1945 und Vertreibung der einheimischen Dorfbewohner anwesende polnische Einwohnerschaft ist überwiegend katholisch. Das polnische katholische Kirchspiel ist in Groß Tuchen.

## Verkehr
Die durch den Ort führende Landesstraße DK 20 (Stettin–Gdynia), stellt die Verbindung zu den Nachbarstädten Bytów (Bütow) und Miastko (Rummelsburg) her. Der Bahnhof Tuchomie liegt an der Bahnstrecke Bütow–Rummelsburg (Pom), die seit 1945 nicht mehr betrieben wird.